# Perry Rhodan

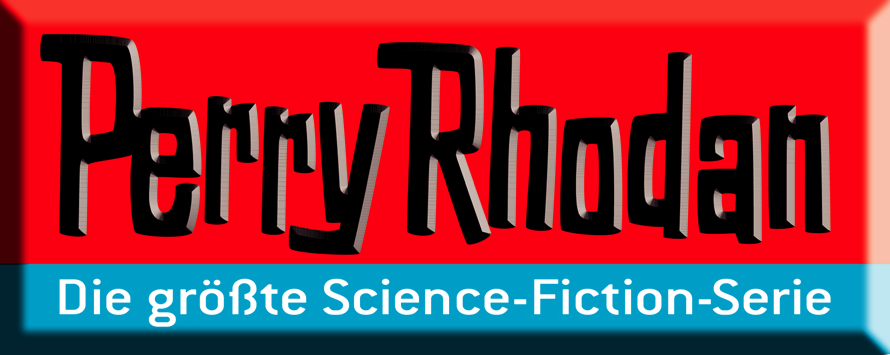
Il logo della serie

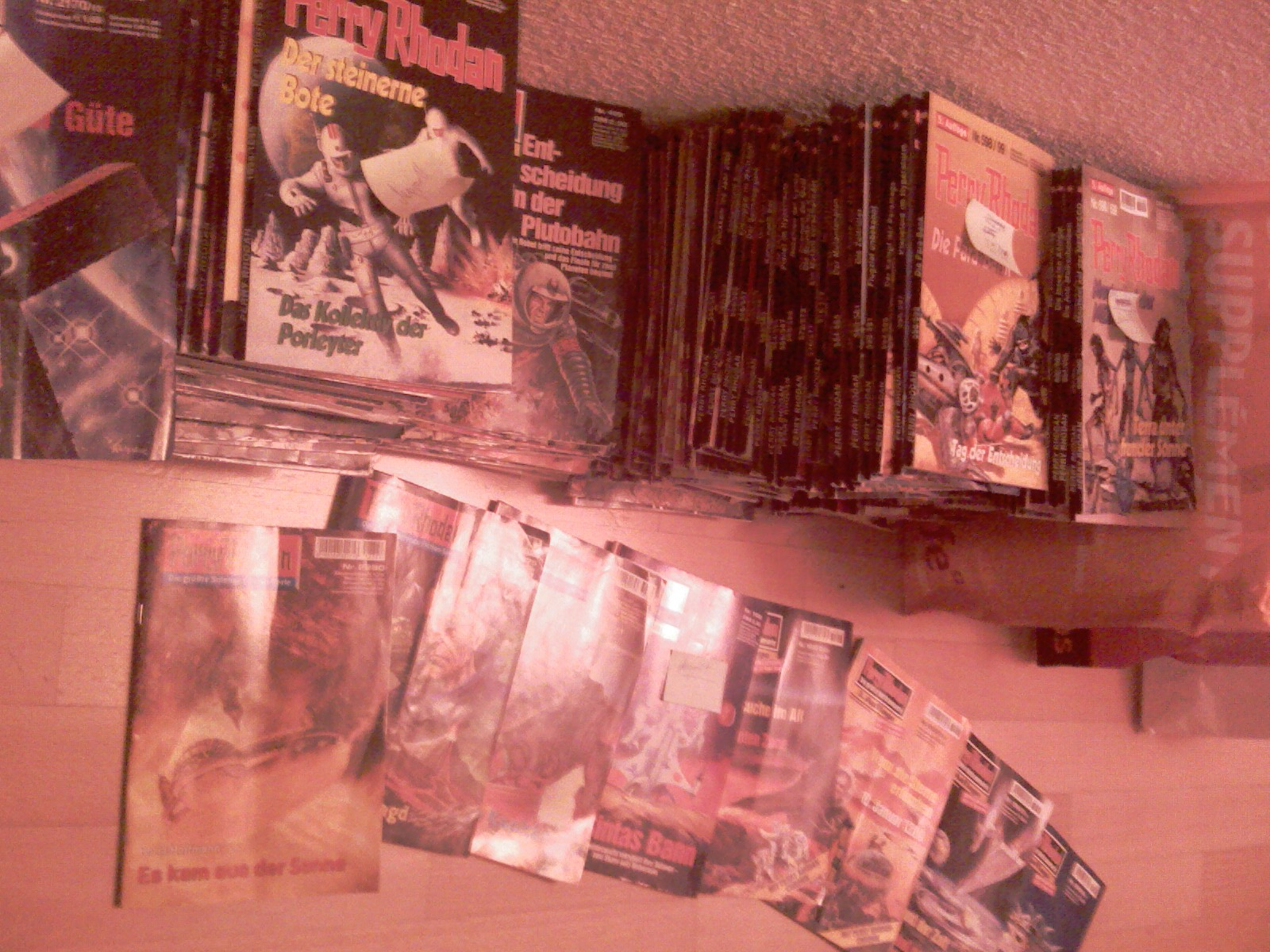
Una collezione di fascicoli di Perry Rhodan

Perry Rhodan è un personaggio immaginario protagonista di una omonima serie di romanzi di fantascienza tedeschi creato da Walter Ernsting pubblicata settimanalmente dal 1961 senza interruzioni e, al 2014, ha superato oltre 2700 numeri con una tiratura di circa 135.000 albi a numero; ha avuto edizioni parziali tradotte in altri paesi in varie lingue e da essa sono state tratte serie a fumetti, un film del 1967, ...4..3..2..1...morte, oltre a merchandising, enciclopedie, versioni audio, musica a essa ispirata. 

## Panoramica

### Premessa
La storia inizia nel 1971. Durante il primo allunaggio umano sulla Luna, il maggiore della US Space Force Perry Rhodan e il suo equipaggio scoprono una nave spaziale extraterrestre abbandonata dal pianeta immaginario Arkon, situato nel (vero) ammasso M13. Appropriandosi della tecnologia Arkonide, procedono a unificare la Terra e a ritagliare per l'umanità un posto nella galassia e nel cosmo. Due dei fattori che consentono loro di farlo sono i cervelli positronici e i motori delle astronavi per la traduzione iperspaziale quasi istantanea (elementi presi direttamente "in prestito" dalla fantascienza di Isaac Asimov).
Man mano che la serie progredisce, ai personaggi principali, incluso il personaggio del titolo, viene concessa una relativa immortalità: sono immuni all'età e alle malattie, ma non alla morte violenta. 
La storia continua nel corso dei millenni e include flashback di migliaia e persino milioni di anni nel passato. L'ambito si allarga fino a comprendere altre galassie, regioni ancora più remote dello spazio, universi paralleli e strutture cosmiche, viaggi nel tempo, poteri paranormali, una varietà di alieni che vanno da minacciosi ad accattivanti ed entità senza corpo, alcune delle quali hanno poteri divini.

### Universo e multiverso
L'universo in cui si svolge regolarmente la trama è chiamato Universo Einstein (e occasionalmente "Meekorah"). Le sue leggi sono quasi identiche a quelle del nostro universo reale, in termini di scienza della fine del XX secolo. Le teorie più recenti sulla materia oscura e l'energia oscura non sono attualmente utilizzate nella serie. Le leggi della natura seguono vecchie teorie che sono state confutate, al fine di proteggere la continuità delle serie.
Questo Universo di Einstein non è che uno dei tanti universi, ognuno in misura maggiore o minore diverso da esso; ad esempio esiste un universo in cui il tempo scorre più lentamente, un universo anti-materia, un universo che si restringe, ecc. Ogni universo possiede un grande insieme di linee temporali parallele, che di solito sono irraggiungibili l'una dall'altra, ma a cui si può accedere con mezzi speciali, creando così molte altre linee temporali parallele.
L'Universo di Einstein è incorporato in una varietà ad alta dimensione, chiamata Iperspazio. Questo iperspazio è costituito da diversi sottospazi che diverse tecnologie utilizzano per viaggiare più veloci della luce. I tratti esatti di quelle dimensioni superiori non sono molto spiegati. Il confine dell'universo è una dimensione chiamata Il profondo, un tempo utilizzata per la costruzione del gigantesco mondo a forma di disco Deepland.

### Ragnatela Psionica e Codice Morale
La Rete Psionica attraversa invisibilmente tutto l'universo, emettendo costantemente "energia vitale" ed "energia psionica", garantendo la vita normale (organica tra le altre) e il benessere delle entità superiori.
Il Codice Morale attraversa tutti gli universi ed è collegato alla Rete Psionica. È suddiviso nei Cosmogeni, che a loro volta sono suddivisi nei Cosmonucleotidi. (Questi nomi e associazioni al DNA sono stati dati dai cosmocrati, e non dovrebbero essere fraintesi come aventi significati etici.) I Cosmonucleotidi determinano la realtà e il destino per le rispettive parti di un dato universo, tramite messaggeri.
Gli esseri superiori stanno cercando di ottenere il controllo di questa possibilità di governare la realtà. Il Codice Morale stesso non è stato installato dagli esseri superiori, i poteri superiori da soli non hanno idea del perché o da chi sia stato creato il Codice.
Una volta i cosmocrati ordinarono a Perry Rhodan di trovare la risposta alla terza domanda finale: "Chi ha iniziato la LEGGE e cosa causa?". Perry Rhodan ebbe la possibilità di ricevere la risposta alla montagna della creazione, ma rifiutò, poiché sapeva che la risposta avrebbe distrutto la sua mente. La Superintelligenza negativa Koltoroc aveva ricevuto la risposta all'ultima domanda, 69 milioni di anni a.C. sul Monte Negane, ma non si sa se abbia fatto uso dell'informazione.

### Modello a guscio di cipolla
Uno schema evolutivo, simile alla Grande Catena dell'Essere, chiamato "modello a guscio di cipolla" è impiegato in relazione a tutta la vita. Qui, l'evoluzione continua è dalle forme di vita inferiori a quelle superiori, culminando in entità incorporee. Più avanti nella serie, furono introdotte altre forme di vita, che rappresentavano gli stadi tra le conchiglie conosciute.
Le conchiglie principali sono:
- Materia senza vita
- Batteri
- Animali superiori
- Specie intelligenti
- Specie intelligenti che sono entrate in contatto con altre specie
- Superintelligenze (SI)
- Fontane di materia / Lavelli di materia
- Cosmocrati / Chaotarchi (Poteri Alti)
- Poteri vicini all'"Orizzonte della LEGGE", l'essenza del Multiverso

Le superintelligenze sono il passo successivo al di sopra delle menti normali. Possono nascere, ad esempio, quando una specie abbandona collettivamente i suoi corpi e unisce i loro spiriti. Queste superintelligenze rivendicano un dominio come loro, costituito da un massimo di diverse galassie (l'entità nota come "ES ('IT')" ha il Gruppo Locale come dominio personale). La superintelligenza si nutre mentalmente della specie nel suo dominio, a volte in simbiosi (posi
Nascono le fontane di materia/pozzi di materia, quando una superintelligenza si fonde con tutta la vita e la materia nel suo dominio mentre si restringe. Poco altro si sa, se non che il processo è graduale e che l'oggetto risultante non ha l'attrazione gravitazionale posseduta se la contrazione producesse un buco nero.
Gli "alti poteri" sono stati a lungo conosciuti per essere le più alte forme di vita conosciute. Vivono in una dimensione inimmaginabile e lontana e hanno grandi poteri nel governare gli esseri inferiori. Tuttavia, non sono onniscienti e non sono in grado di interagire direttamente con gli esseri inferiori. Per entrare in un universo regolare, devono assumere una forma mortale, riducendo così i loro poteri e talvolta la loro conoscenza e memoria. Questo è noto come sindrome da trasformazione. Di conseguenza, raramente interagiscono con gli esseri inferiori e con gli esseri inferiori.

### Conflitto tra le alte potenze
Tra le alte potenze ci sono due fazioni conosciute come i cosmocrati e i caotarchi. I cosmocrati vogliono trasformare tutti gli universi in uno stato di ordine assoluto (uno stato di massima entropia, simbolo usuale S). I caotarchi vogliono fare l'opposto e trasformare tutti gli universi nel caos assoluto (o entropia negativa). Sono inghiottiti da una guerra catastrofica senza fine, che si estende su quasi tutti gli universi conosciuti. Manipolano e condannano intere specie per le loro azioni. La guerra aperta è solo uno dei tanti strumenti. Nel ciclo precedente (2300-2499) la Via Lattea è stata sottoposta ad un aperto assalto militare da parte delle forze del caos che cercavano di stabilire un bastione del caos, una negasfera, nella vicina galassia Hangay.
Storie recenti hanno rivelato ai protagonisti che la vita stessa è diventata rivale dei poteri superiori. Diffondendosi in modo incontrollabile nell'universo, può essere trovato in quasi tutte le nicchie. Sia i cosmocrati che i caotarchi usano la vita per i loro obiettivi diretti di ordine e disordine, ma le azioni cosmologiche non pianificate e non regolate della vita sono un disturbo per e per entrambi. Gli Statistici Pangalattici (un'organizzazione neutrale di osservatori) hanno fatto sì che mentre alcune manipolazioni cosmologiche sono causate dai servitori cosmocrati e una quantità minore dai servitori del caos, la maggior parte è causata dal potere incontrollabile della vita stessa. Per ridurre l'influenza della vita, i cosmocrati hanno interrotto i loro programmi che incoraggiano lo sviluppo della vita e dell'intelligenza.  Hanno aumentato l'iper-impedenza al fine di ridurre l'efficacia e la durata della maggior parte delle forme di iper-tecnologia.
Recentemente è stata identificata almeno una potenza, chiamata Thez, superiore sia ai cosmocrati che ai caotarchi. Si dice che Thez viva vicino all'"Orizzonte della LEGGE" in modo che sia i cosmocrati che le potenze abbiano problemi a comprenderlo.

## Storia editoriale

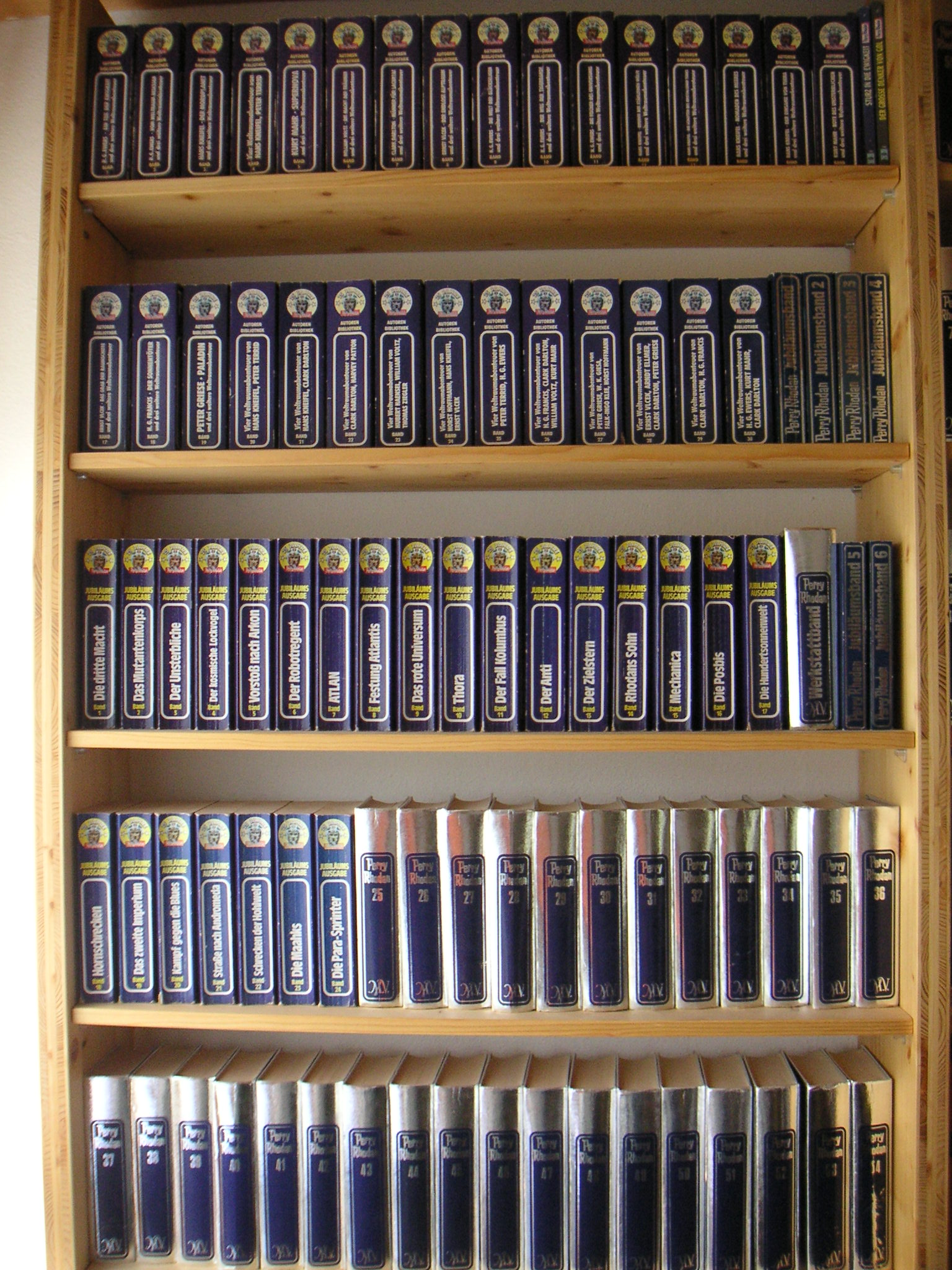
Una collezione di romanzi di Perry Rhodan

### Pubblicazione cartacea
La serie è nata come una novella a puntate pubblicata settimanalmente dall'8 settembre 1961 nel formato Romanhefte. Si tratta di opuscoli in formato digest, di solito contenenti 66 pagine, l'equivalente tedesco dell'ormai defunta (e generalmente più lunga) rivista pulp americana. Sono pubblicati da Pabel-Moewig Verlag, una filiale di Bauer Media Group. A partire da febbraio 2019, sono stati pubblicati 3000 romanzi in libretto della serie originale, 850 romanzi spin-off della serie sorella Atlan e oltre 400 tascabili e 200 edizioni con copertina rigida, per un totale di oltre 300.000 pagine.

### Edizioni estere
In Italia la serie venne pubblicata per la prima volta nel marzo 1976 dalla Edinational; dopo aver cambiato più volte editore, termina la pubblicazione nel 1981, con 66 numeri pubblicati a cui si aggiungono 6 extra e un numero bis (il 13). Ciascun volume contiene un romanzo della serie di Perry Rhodan a partire dai primi pubblicati in Germania nel 1961, a cui si affiancano racconti di autori italiani. Una seconda edizione di breve durata (due numeri) esordisce nel 1992 edita dalla Garden; nel 2008 esordisce una nuova serie pubblicata da Armenia col romanzo L'arca delle stelle, primo dei libri del ciclo di Lemuria al quale nel 2009 è stato affiancato I dormienti del tempo, secondo romanzo del ciclo.

### Traduzione in inglese
I primi 126 romanzi (più cinque romanzi della serie spin-off Atlan) sono stati tradotti in inglese e pubblicati dalla Ace Books tra il 1969 e il 1978, con le stesse traduzioni utilizzate per l'edizione britannica pubblicata dalla Futura Publications che ha pubblicato solo 39 romanzi. Quando la Ace cancellò la traduzione della serie, la traduttrice Wendayne Ackerman pubblicò i seguenti 19 romanzi (con il nome commerciale di 'Master Publications') e li rese disponibili solo in abbonamento. Dispute finanziarie con gli editori tedeschi portarono alla cancellazione della traduzione americana nel 1979.
Un tentativo di far rivivere la serie in inglese fu fatto nel 1997-1998 dalla Vector Publications degli Stati Uniti, che pubblicò le traduzioni di quattro numeri (1800-1803) della trama attuale pubblicata in Germania all'epoca.
La serie e i suoi spin-off hanno catturato una parte sostanziale della produzione originale tedesca di fantascienza ed esercitano un'influenza su molti scrittori tedeschi del settore.

## Reazione critica
Nell'introduzione alla prima edizione in lingua inglese di Perry Rhodan nel 1969, l'editore Forrest J. Ackerman, che fece tradurre la serie in inglese, disse che "in Germania, tutti i seri appassionati di fantascienza affermano di odiare Perry Rhodan, ma qualcuno (in numero senza precedenti) lo sta certamente leggendo". Molti fan americani della fantascienza erano d'accordo con la prima parte di questa affermazione, ritenendo che la serie fosse imbarazzante e troppo "giovanile". Tom Doherty, il nuovo capo della Ace Books nella seconda metà degli anni '70, fu d'accordo e terminò la serie negli Stati Uniti, anche se era redditizia. Questa decisione significò che nel 1980, quando le versioni originali tedesche di Perry Rhodan stavano diventando "più sofisticate e meno rivolte ai lettori più giovani", la serie non era più disponibile in inglese.
Il critico Robert Reginald ha descritto la serie come "l'ultima soap opera di fantascienza" e "fantascienza pulp, storie d'azione con caratterizzazione minima, dialoghi orribili, ma sviluppo della trama relativamente complesso. L'enfasi è sempre posta sull'espansione degli orizzonti dell'uomo, sulla meraviglia della scienza e dello spazio, sul grande destino della razza umana".
Gli inizi della serie sono stati spesso criticati per la loro descrizione di un'umanità espansiva e di frequenti battaglie spaziali. Dopo che William Voltz assunse la posizione di pianificatore della trama per la serie nel 1975 (un posto che mantenne fino alla sua morte nel 1984), la serie sviluppò una portata etica più ampia e si evolse in termini di stile narrativo.
Mentre alcuni critici anglofoni respingono la serie, altri la lodano. Negli Stati Uniti, le parti più recenti e complesse della serie non sono mai state pubblicate, quindi la revisione critica tende a concentrarsi sulle semplici origini della serie. L'editore John O'Neill ha definito Perry Rhodan "una delle più ricche, se non la più ricca, Space Opera mai scritta".

## Altri media

### Cinema
- ...4..3..2..1...morte, regia di Primo Zeglio (1967)
- Perry Rhodan - Unser Mann im All, regia di André Schäfer (2011), documentario

### Fumetti
Sulla scorta della popolarità raggiunta dal personaggio e dall’universo di Perry Rhodan, le strategie di mercato puntarono ad altri media. Nel settembre 1967 usciva così il primo albo a fumetti della serie Perry Rhodan im Bild. Abenteuer im Weltraum, che nel 1968 divenne Perry – unser Mann im All. Il successo fu alterno, nonostante la buona qualità delle storie e del disegno (inizialmente a cura di Kurt Caesar, già noto in Italia come illustratore delle copertine di Urania e di altre riviste di fantascienza), e dopo vari tentativi di rivitalizzazione la serie fu interrotta nel 1975 con il numero 129. 
Una ripresa sotto diversa forma delle avventure a fumetti di Perry Rhodan è avvenuta in tempi recenti, nel settembre 2002, con albi a cadenza bimestrale, la cui grafica, aggiornata ai tempi con i suoi contorni vagamente manga, sembra diretta a un pubblico molto giovane.

### Videogiochi
- The Immortals of Terra: a Perry Rhodan adventure[3]
- Perry Rhodan – Il mito di Illochim[4]